# Drilaster nigroapicalis
Drilaster nigroapicalis là một loài bọ cánh cứng trong họ Đom đóm (Lampyridae). Loài này được Kawashima, Satou & Satô miêu tả khoa học năm 2005.